# Ваксель, Лаврентий Савельевич
Лаврентий Савельевич (Лоренц Ксаверьевич) Ваксель (1729—1781) — русский военный моряк.

## Биография
Родился в 1729 году. В трёхлетнем возрасте вместе с отцом штурманом Савелием Лаврентьевичем отправился в Охотск.
В 1741 году на пакетботе «Св. Пётр» участвовал в плавании к северо-западным берегам Америки и зимовке на острове Беринга. В 1749 году, после успешной сдачи экзаменов был произведён в чин мичмана и отправлен в Архангельск. В 1751 году произведён в чин унтер-лейтенанта.
В 1754 году командовал пакетботом «Лебедь». Во время Семилетней войны служил на корабле «Уриил» и отличился при осаде крепости Кольберг. В 1758 году произведён в чин лейтенанта. Затем служил на кораблях «Св. Павел», «Новая Двина», командовал фрегатом «Россия» и судном «Слон». В 1766 году произведён в чин капитана 2-го ранга.
В 1768 году командуя 66-пушечным кораблем «Не тронь меня» совершил практическое плавание в Финском заливе. В 1769 года произведён в чин капитана 1-го ранга. Участвовал в русско-турецкой войне 1768—1774 годов. В 1771 году командовал кораблем «Св. Андрей Первозванный». В феврале 1772 года был назначен капитаном Архангельского порта.
В июле 1776 года был произведён в чин капитана бригадирского ранга; 3 мая 1777 года назначен командиром 8-й эскадры 2-й флотской дивизии и в том же году был назначен главным командиром Архангельского порта; 1 января 1779 года произведён в чин капитана генерал-майорского ранга.
С 29 ноября 1778 года Ваксели получили потомственное дворянство.
Умер 17 июня 1781 года.